# Фінал Гран-прі з фігурного катання
Фінал Гран-прі з фігурного катання — щорічне змагання з фігурного катання, яке проходить під егідою Міжнародного союзу ковзанярів. Медалі розігруються в чоловічому та жіночому одиночному катанні, парному катанні та танцях на льоду. До Фіналу Гран-прі кваліфікуються шість фігуристів, які показали найкращі результати на етапах Гран-Прі. 
Фінал Гран-прі є кульмінацією серії Гран-прі та одним із найважливіших змагань початку сезону, після якого йдуть національні чемпіонати. Здебільшого Фінал Гран-прі проходить в листопаді, місце проведення змінюється щорічно. 

## Історія
Змагання започатковане у 1995 році, перші три змагання називалися «Champions Series Final». Нинішня назва вперше була використана у сезоні 1998/1999. 

## Кваліфікація
До Фіналу Гран-прі відбираються по шість фігуристів з кожної дисципліни, які показали найкращі результати на етапах Гран-Прі. 

## Медалісти

### Чоловіче одиночне катання
| Рік  | Місце проведення       | Золото                            | Срібло                            | Бронза                            |
| 1995 | Париж, Франція         | Олексій Урманов                   | Елвіс Стойко                      | Ерік Мійо                         |
| 1996 | Гамільтон, Канада      | Елвіс Стойко                      | Тодд Елдрідж                      | Олексій Урманов                   |
| 1997 | Мюнхен, Німеччина      | Ілля Кулік                        | Елвіс Стойко                      | Тодд Елдрідж                      |
| 1998 | Санкт-Петербург, Росія | Олексій Ягудін                    | Олексій Урманов                   | Євген Плющенко                    |
| 1999 | Ліон, Франція          | Євген Плющенко                    | Елвіс Стойко                      | Тімоті Ґейбл                      |
| 2000 | Токіо, Японія          | Євген Плющенко                    | Олексій Ягудін                    | Метью Савой                       |
| 2001 | Кітченер, Канада       | Олексій Ягудін                    | Євген Плющенко                    | Тімоті Ґейбл                      |
| 2002 | Санкт-Петербург, Росія | Євген Плющенко                    | Ілля Климкін                      | Браян Жубер                       |
| 2003 | Колорадо-Спрінгс, США  | Емануель Сандю                    | Євген Плющенко                    | Майкл Вайсс                       |
| 2004 | Пекін, Китай           | Євген Плющенко                    | Джеффрі Баттл                     | Лі Чен Цзян                       |
| 2005 | Токіо, Японія          | Стефан Ламб'єль                   | Джеффрі Баттл                     | Дайсуке Такахасі                  |
| 2006 | Санкт-Петербург, Росія | Браян Жубер                       | Дайсуке Такахасі                  | Нобунарі Ода                      |
| 2007 | Турин, Італія          | Стефан Ламб'єль                   | Дайсуке Такахасі                  | Еван Лайсачек                     |
| 2008 | Коян, Південна Корея   | Джеремі Ебботт                    | Такахіко Кодзука                  | Джонні Вейр                       |
| 2009 | Токіо, Японія          | Еван Лайсачек                     | Нобунарі Ода                      | Джонні Вейр                       |
| 2010 | Пекін, Китай           | Патрік Чен                        | Нобунарі Ода                      | Такахіко Кодзука                  |
| 2011 | Квебек, Канада         | Патрік Чен                        | Дайсуке Такахасі                  | Хав'єр Фернандес                  |
| 2012 | Сочі, Росія            | Дайсуке Такахасі                  | Юдзуру Ханю                       | Патрік Чен                        |
| 2013 | Фукуока, Японія        | Юдзуру Ханю                       | Патрік Чен                        | Нобунарі Ода                      |
| 2014 | Барселона, Іспанія     | Юдзуру Ханю                       | Хав'єр Фернандес                  | Сергій Воронов                    |
| 2015 | Барселона, Іспанія     | Юдзуру Ханю                       | Хав'єр Фернандес                  | Сьома Уно                         |
| 2016 | Марсель, Франція       | Юдзуру Ханю                       | Натан Чен                         | Сьома Уно                         |
| 2017 | Нагоя, Японія          | Натан Чен                         | Сьома Уно                         | Михайло Коляда                    |
| 2018 | Ванкувер, Канада       | Натан Чен                         | Сьома Уно                         | Чха Джун Хван                     |
| 2019 | Турин, Італія          | Натан Чен                         | Юдзуру Ханю                       | Кевін Аймо                        |
| 2020 | Пекін, Китай           | Скасовано через пандемію COVID-19 | Скасовано через пандемію COVID-19 | Скасовано через пандемію COVID-19 |
| 2021 | Осака, Японія          | Скасовано через пандемію COVID-19 | Скасовано через пандемію COVID-19 | Скасовано через пандемію COVID-19 |
| 2022 | Турин, Італія          | Сьома Уно                         | Сота Ямамото                      | Ілля Малінін                      |
| 2023 | Пекін, Китай           | Ілля Малінін                      | Сьома Уно                         | Юма Кагіяма                       |
| 2024 | Гренобль, Франція      | Ілля Малінін                      | Юма Кагіяма                       | Сун Сато                          |

### Жіноче одиночне катання
| Рік  | Місце проведення       | Золото                            | Срібло                            | Бронза                            |
| 1995 | Париж, Франція         | Мішель Кван                       | Ірина Слуцька                     | Жозе Шуїнар                       |
| 1996 | Гамільтон, Канада      | Тара Ліпінські                    | Мішель Кван                       | Ірина Слуцька                     |
| 1997 | Мюнхен, Німеччина      | Тара Ліпінські                    | Таня Шевченко                     | Марія Бутирська                   |
| 1998 | Санкт-Петербург, Росія | Тетяна Малініна                   | Марія Бутирська                   | Ірина Слуцька                     |
| 1999 | Ліон, Франція          | Ірина Слуцька                     | Мішель Кван                       | Марія Бутирська                   |
| 2000 | Токіо, Японія          | Ірина Слуцька                     | Мішель Кван                       | Сара Г'юз                         |
| 2001 | Кітченер, Канада       | Ірина Слуцька                     | Мішель Кван                       | Сара Г'юз                         |
| 2002 | Санкт-Петербург, Росія | Саша Коен                         | Ірина Слуцька                     | Вікторія Волчкова                 |
| 2003 | Колорадо-Спрінгс, США  | Фуміє Суґурі                      | Саша Коен                         | Сідзука Аракава                   |
| 2004 | Пекін, Китай           | Ірина Слуцька                     | Сідзука Аракава                   | Жоанні Рошетт                     |
| 2005 | Токіо, Японія          | Мао Асада                         | Ірина Слуцька                     | Юкарі Накано                      |
| 2006 | Санкт-Петербург, Росія | Йон А Кім                         | Мао Асада                         | Сара Майєр                        |
| 2007 | Турин, Італія          | Йон А Кім                         | Мао Асада                         | Кароліна Костнер                  |
| 2008 | Коян, Південна Корея   | Мао Асада                         | Йон А Кім                         | Кароліна Костнер                  |
| 2009 | Токіо, Японія          | Йон А Кім                         | Мікі Андо                         | Акіко Судзукі                     |
| 2010 | Пекін, Китай           | Аліса Сизні                       | Кароліна Костнер                  | Канако Муракамі                   |
| 2011 | Квебек, Канада         | Кароліна Костнер                  | Акіко Судзукі                     | Альона Леонова                    |
| 2012 | Сочі, Росія            | Мао Асада                         | Ешлі Вагнер                       | Акіко Судзукі                     |
| 2013 | Фукуока, Японія        | Мао Асада                         | Юлія Липницька                    | Ешлі Вагнер                       |
| 2014 | Барселона, Іспанія     | Єлизавета Туктамишева             | Олена Радіонова                   | Ешлі Вагнер                       |
| 2015 | Барселона, Іспанія     | Євгенія Медведєва                 | Сатоко Міяхара                    | Олена Радіонова                   |
| 2016 | Марсель, Франція       | Євгенія Медведєва                 | Сатоко Міяхара                    | Анна Погоріла                     |
| 2017 | Нагоя, Японія          | Аліна Загітова                    | Марія Сотскова                    | Кейтлін Осмонд                    |
| 2018 | Ванкувер, Канада       | Ріка Кіхіра                       | Аліна Загітова                    | Єлизавета Туктамишева             |
| 2019 | Турин, Італія          | Альона Косторна                   | Анна Щербакова                    | Олександра Трусова                |
| 2020 | Пекін, Китай           | Скасовано через пандемію COVID-19 | Скасовано через пандемію COVID-19 | Скасовано через пандемію COVID-19 |
| 2021 | Осака, Японія          | Скасовано через пандемію COVID-19 | Скасовано через пандемію COVID-19 | Скасовано через пандемію COVID-19 |
| 2022 | Турин, Італія          | Маї Міхара                        | Ізабо Левіто                      | Луна Гендрікс                     |
| 2024 | Пекін, Китай           | Каорі Сакамото                    | Луна Гендрікс                     | Хана Йосіда                       |
| 2024 | Гренобль, Франція      | Ембер Гленн                       | Моне Тіба                         | Каорі Сакамото                    |

### Парне катання
| Рік  | Місце проведення       | Золото                                | Срібло                             | Бронза                                |
| 1995 | Париж, Франція         | Євгенія Шишкова / Вадим Наумов        | Марина Єльцова / Андрій Бушков     | Манді Вьотцель / Інго Штоєр           |
| 1996 | Гамільтон, Канада      | Манді Вьотцель / Інго Штоєр           | Оксана Казакова / Артур Дмітрієв   | Марина Єльцова / Андрій Бушков        |
| 1997 | Мюнхен, Німеччина      | Олена Бережна / Антон Сихарулідзе     | Манді Вьотцель / Інго Штоєр        | Оксана Казакова / Артур Дмітрієв      |
| 1998 | Санкт-Петербург, Росія | Шень Сюе / Чжао Хунбо                 | Олена Бережна / Антон Сихарулідзе  | Марія Петрова / Олексій Тихонов       |
| 1999 | Ліон, Франція          | Шень Сюе / Чжао Хунбо                 | Сара Абітболь / Стефан Бернанді    | Олена Бережна / Антон Сихарулідзе     |
| 2000 | Токіо, Японія          | Джеймі Сале / Давид Пеллетьє          | Олена Бережна / Антон Сихарулідзе  | Шень Сюе / Чжао Хунбо                 |
| 2001 | Кітченер, Канада       | Джеймі Сале / Давид Пеллетьє          | Олена Бережна / Антон Сихарулідзе  | Шень Сюе / Чжао Хунбо                 |
| 2002 | Санкт-Петербург, Росія | Тетяна Тотмяніна / Максим Маринін     | Шень Сюе / Чжао Хунбо              | Марія Петрова / Олексій Тихонов       |
| 2003 | Колорадо-Спрінгс, США  | Шень Сюе / Чжао Хунбо                 | Тетяна Тотмяніна / Максим Маринін  | Марія Петрова / Олексій Тихонов       |
| 2004 | Пекін, Китай           | Шень Сюе / Чжао Хунбо                 | Марія Петрова / Олексій Тихонов    | Пан Цін / Тун Цзянь                   |
| 2005 | Токіо, Японія          | Тетяна Тотмяніна / Максим Маринін     | Чжан Дань / Чжан Хао               | Альона Савченко / Робін Шолкови       |
| 2006 | Санкт-Петербург, Росія | Шень Сюе / Чжао Хунбо                 | Альона Савченко / Робін Шолкови    | Чжан Дань / Чжан Хао                  |
| 2007 | Турин, Італія          | Альона Савченко / Робін Шолкови       | Чжан Дань / Чжан Хао               | Пан Цін / Тун Цзянь                   |
| 2008 | Коян, Південна Корея   | Пан Цін / Тун Цзянь                   | Чжан Дань / Чжан Хао               | Альона Савченко / Робін Шолкови       |
| 2009 | Токіо, Японія          | Шень Сюе / Чжао Хунбо                 | Пан Цін / Тун Цзянь                | Альона Савченко / Робін Шолкови       |
| 2010 | Пекін, Китай           | Альона Савченко / Робін Шолкови       | Пан Цін / Тун Цзянь                | Суй Веньцзін / Хань Цун               |
| 2011 | Квебек, Канада         | Альона Савченко / Робін Шолкови       | Тетяна Волосожар / Максим Траньков | Юко Каваґуті / Олександр Смирнов      |
| 2012 | Сочі, Росія            | Тетяна Волосожар / Максим Траньков    | Віра Базарова / Юрій Ларіонов      | Пан Цін / Тун Цзянь                   |
| 2013 | Фукуока, Японія        | Альона Савченко / Робін Шолкови       | Тетяна Волосожар / Максим Траньков | Пан Цін / Тун Цзянь                   |
| 2014 | Барселона, Іспанія     | Меган Дюамель / Ерік Редфорд          | Ксенія Столбова / Федір Климов     | Суй Веньцзін / Хань Цун               |
| 2015 | Барселона, Іспанія     | Ксенія Столбова / Федір Климов        | Меган Дюамель / Ерік Редфорд       | Юко Каваґуті / Олександр Смирнов      |
| 2016 | Марсель, Франція       | Євгенія Тарасова / Володимир Морозов  | Юй Сяоюй / Чжан Хао                | Меган Дюамель / Ерік Редфорд          |
| 2017 | Нагоя, Японія          | Альона Савченко / Бруно Массо         | Суй Веньцзін / Хань Цун            | Меган Дюамель / Ерік Редфорд          |
| 2018 | Ванкувер, Канада       | Ванесса Джеймс / Морґан Сирпе         | Пен Чен /Дзинь Ян                  | Євгенія Тарасова / Володимир Морозов  |
| 2019 | Турин, Італія          | Суй Веньцзін / Хань Цун               | Пен Чен /Дзинь Ян                  | Анастасія Мішина / Олександр Галлямов |
| 2020 | Пекін, Китай           | Скасовано через пандемію COVID-19     | Скасовано через пандемію COVID-19  | Скасовано через пандемію COVID-19     |
| 2021 | Осака, Японія          | Скасовано через пандемію COVID-19     | Скасовано через пандемію COVID-19  | Скасовано через пандемію COVID-19     |
| 2022 | Турин, Італія          | Ріку Міура / Рюїті Кіхара             | Алекса Кнірім / Брендон Фрейзер    | Сара Конті / Нікколо Мачії            |
| 2023 | Пекін, Китай           | Мінерва Фабінне Ґасе / Микита Володін | Сара Конті / Нікколо Мачії         | Діанна Стеллато-Дудек / Максим Дешам  |
| 2024 | Гренобль, Франція      | Мінерва Фабінне Ґасе / Микита Володін | Ріку Міура / Рюїті Кіхара          | Анастасія Метьолкіна / Лука Берулава  |

### Танці на льоду
| Сезон | Місце проведення       | Золото                                  | Срібло                                  | Бронза                                |
| 1995  | Париж, Франція         | Оксана Грищук / Євген Платов            | Анжеліка Крилова / Олег Овсянников      | Марина Анісіна / Гвендаль Пейзера     |
| 1996  | Гамільтон, Канада      | Ше-Лінн Бурн / Віктор Краатц            | Анжеліка Крилова / Олег Овсянников      | Марина Анісіна / Гвендаль Пейзера     |
| 1997  | Мюнхен, Німеччина      | Оксана Грищук / Євген Платов            | Ше-Лінн Бурн / Віктор Краатц            | Марина Анісіна / Гвендаль Пейзера     |
| 1998  | Санкт-Петербург, Росія | Анжеліка Крилова / Олег Овсянников      | Марина Анісіна / Гвендаль Пейзера       | Ірина Лобачова / Ілля Авербух         |
| 1999  | Ліон, Франція          | Марина Анісіна / Гвендаль Пейзера       | Барбара Фузар-Полі / Мауріціо Маргальйо | Маргарита Дроб'язко / Повілас Ванагас |
| 2000  | Токіо, Японія          | Барбара Фузар-Полі / Мауріціо Маргальйо | Ірина Лобачова / Ілля Авербух           | Маргарита Дроб'язко / Повілас Ванагас |
| 2001  | Кітченер, Канада       | Ше-Лінн Бурн / Віктор Краатц            | Марина Анісіна / Гвендаль Пейзера       | Маргарита Дроб'язко / Повілас Ванагас |
| 2002  | Санкт-Петербург, Росія | Ірина Лобачова / Ілля Авербух           | Тетяна Навка / Роман Костомаров         | Албена Денкова / Максим Стависький    |
| 2003  | Колорадо-Спрінгс, США  | Тетяна Навка / Роман Костомаров         | Албена Денкова / Максим Стависький      | Таніт Белбін / Бенджамін Агосто       |
| 2003  | Пекін, Китай           | Тетяна Навка / Роман Костомаров         | Таніт Белбін / Бенджамін Агосто         | Албена Денкова / Максим Стависький    |
| 2005  | Токіо, Японія          | Тетяна Навка / Роман Костомаров         | Олена Грушина / Руслан Гончаров         | Марі-Франс Дюбрьой / Патрис Лозон     |
| 2006  | Санкт-Петербург, Росія | Албена Денкова / Максим Стависький      | Марі-Франс Дюбрьой / Патрис Лозон       | Оксана Домніна / Максим Шабалін       |
| 2007  | Турин, Італія          | Оксана Домніна / Максим Шабалін         | Таніт Белбін / Бенджамін Агосто         | Ізабель Делобель / Олів'є Шольфельдер |
| 2008  | Коян, Південна Корея   | Ізабель Делобель / Олів'є Шольфельдер   | Оксана Домніна / Максим Шабалін         | Меріл Девіс / Чарлі Вайт              |
| 2009  | Токіо, Японія          | Меріл Девіс / Чарлі Вайт                | Тесса Верчу / Скотт Моїр                | Наталі Пешала / Фаб'яр Бурза          |
| 2010  | Пекін, Китай           | Меріл Девіс / Чарлі Вайт                | Наталі Пешала / Фаб'яр Бурза            | Ванесса Крон / Поль Пуар'є            |
| 2011  | Квебек, Канада         | Меріл Девіс / Чарлі Вайт                | Тесса Верчу / Скотт Моїр                | Наталі Пешала / Фаб'яр Бурза          |
| 2012  | Сочі, Росія            | Меріл Девіс / Чарлі Вайт                | Тесса Верчу / Скотт Моїр                | Наталі Пешала / Фаб'яр Бурза          |
| 2013  | Фукуока, Японія        | Меріл Девіс / Чарлі Вайт                | Тесса Верчу / Скотт Моїр                | Наталі Пешала / Фаб'яр Бурза          |
| 2014  | Барселона, Іспанія     | Кейтлін Вівер / Ендрю Поже              | Медісон Чок / Еван Бейтс                | Габріелла Пападакіс / Гійом Сізерон   |
| 2015  | Барселона, Іспанія     | Кейтлін Вівер / Ендрю Поже              | Медісон Чок / Еван Бейтс                | Анна Каппелліні / Лука Ланотте        |
| 2017  | Марсель, Франція       | Тесса Верчу / Скотт Моїр                | Габріелла Пападакіс / Гійом Сізерон     | Майя Шибутані / Алекс Шибутані        |
| 2017  | Нагоя, Японія          | Габріелла Пападакіс / Гійом Сізерон     | Тесса Верчу / Скотт Моїр                | Майя Шибутані / Алекс Шибутані        |
| 2018  | Ванкувер, Канада       | Медісон Хаббелл / Закарі Донохью        | Вікторія Сініцина / Микита Кацалапов    | Шарлен Гіньяр / Марко Фаббрі          |
| 2019  | Турин, Італія          | Габріелла Пападакіс / Гійом Сізерон     | Медісон Чок / Еван Бейтс                | Медісон Хаббелл / Закарі Донохью      |
| 2020  | Пекін, Китай           | Скасовано через пандемію COVID-19       | Скасовано через пандемію COVID-19       | Скасовано через пандемію COVID-19     |
| 2021  | Осака, Японія          | Скасовано через пандемію COVID-19       | Скасовано через пандемію COVID-19       | Скасовано через пандемію COVID-19     |
| 2022  | Турин, Італія          | Пайпер Гіллес / Поль Пуар'є             | Медісон Чок / Еван Бейтс                | Шарлен Гіньяр / Марко Фаббрі          |
| 2023  | Пекін, Китай           | Медісон Чок / Еван Бейтс                | Шарлен Гіньяр / Марко Фаббрі            | Пайпер Гіллес / Поль Пуар'є           |
| 2024  | Гренобль, Франція      | Медісон Чок / Еван Бейтс                | Шарлен Гіньяр / Марко Фаббрі            | Лайла Фір / Льюїс Гібсон              |